# Defunct
Defunct ist ein Adventure-Computerspiel, das von dem schwedischen Indie-Entwicklerstudio Freshly Squeezed entwickelt und von SOEDESCO am 29. Januar 2016 auf Steam für Microsoft Windows, am 19. Dezember 2017 für den Microsoft Store, am 19. Dezember 2019 für PlayStation 4 und Xbox One und am 13. September 2019 für Nintendo Switch veröffentlicht wurde.

## Spielprinzip und Handlung
Defunct spielt auf einer postmenschlichen Erde. Der Spieler spielt einen alten, kaputten Rennroboter, dessen Name unbekannt ist. Dieser ist versehentlich von einem Raumschiff gefallen und muss dieses wieder erreichen, bevor es abhebt. Er ist kaum dazu in der Lage, sich selbst zu bewegen, und muss daher die Umgebung für sich nutzen, indem er die Fähigkeit „Gravitize“ verwendet, um seine Anziehungskraft zu erhöhen. Wenn der Roboter diese Funktion bei Abfahrten aktiviert, wird er schneller. Das Ausschalten dieser Fähigkeit bei Bergauffahrten führt zu einer geringeren Geschwindigkeitsabnahme.
Es gibt Checkpoints und Geschwindigkeitssteigerungen in allen Leveln, entweder in Form von kleinen Kugeln, die einen kurzen Geschwindigkeitsschub verleihen, oder als Flaschen, die nach dem Einsammeln eine blaue Leiste füllen und verwendet werden können, wann immer der Spieler es wünscht.
Der Spieler verfügt außerdem über die Fähigkeit zum „Magnetisieren“, wodurch er an magnetischen Oberflächen haften kann. Des Weiteren kann der Spieler gelbe Ringe sammeln, um neue Skins freischalten, und online in bereits abgeschlossenen Leveln an Zeitrennen teilnehmen, bei denen er ein Level so schnell wie möglich beenden muss. Dabei kann er grüne Kugeln einsammeln, auf denen eine 1 steht, um die Zeituhr für eine Sekunde lang anzuhalten.

## Rezeption
Auf der Bewertungswebsite Metacritic hält die Nintendo-Switch-Version des Spiels – basierend auf 4 Bewertungen – eine Nutzerbewertung von 6 von insgesamt 10 möglichen Punkten. Die englischsprachige Computerspielwebsite PlayStation Country bewertete das Spiel mit 4 von 10 Punkten.

### Auszeichnungen
| Jahr | Event                   | Auszeichnung             | Resultat  | Anmerkungen |
| ---- | ----------------------- | ------------------------ | --------- | ----------- |
| 2014 | Gotland Game Conference | Best 2nd Year Game       | Gewonnen  |             |
| 2014 | Swedish Game Awards     | Best Execution in Art    | Nominiert |             |
| 2014 | Swedish Game Awards     | Best Execution in Audio  | Nominiert |             |
| 2014 | Swedish Game Awards     | Best Execution in Design | Nominiert |             |
| 2014 | Swedish Game Awards     | Best Technical Execution | Nominiert |             |
| 2014 | Swedish Game Awards     | Game of the Year         | Gewonnen  |             |
| 2014 | Unity Awards            | Best Student Project     | Nominiert | Finalist    |